# Aria busambarensis
Il sorbo di Rocca Busambra (Aria busambarensis (G.Castellano, P.Marino, Raimondo & Spadaro) Sennikov & Kurtto, 2017) è una specie della famiglia delle Rosacee, endemica della Sicilia.

## Descrizione

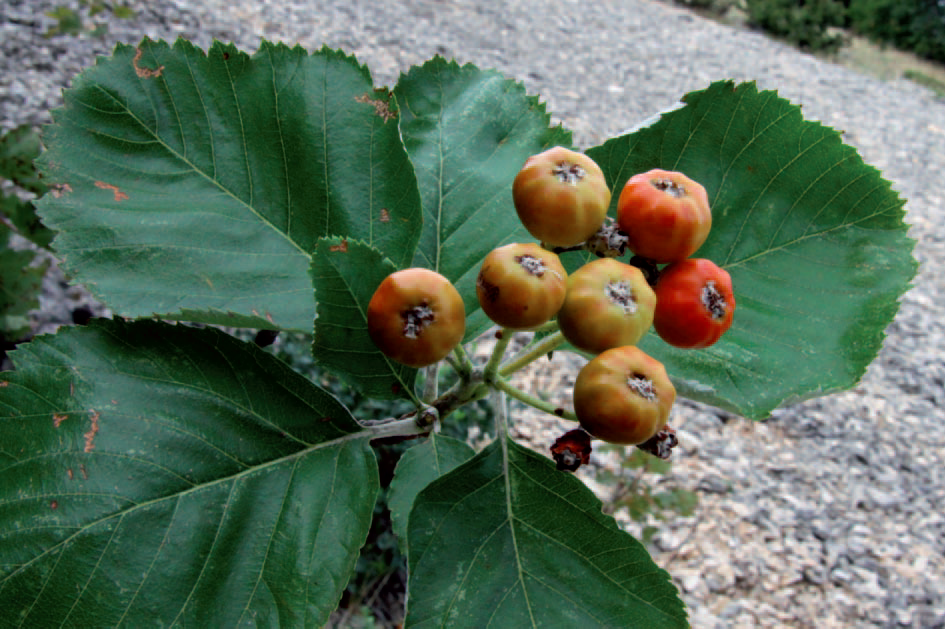
Frutti

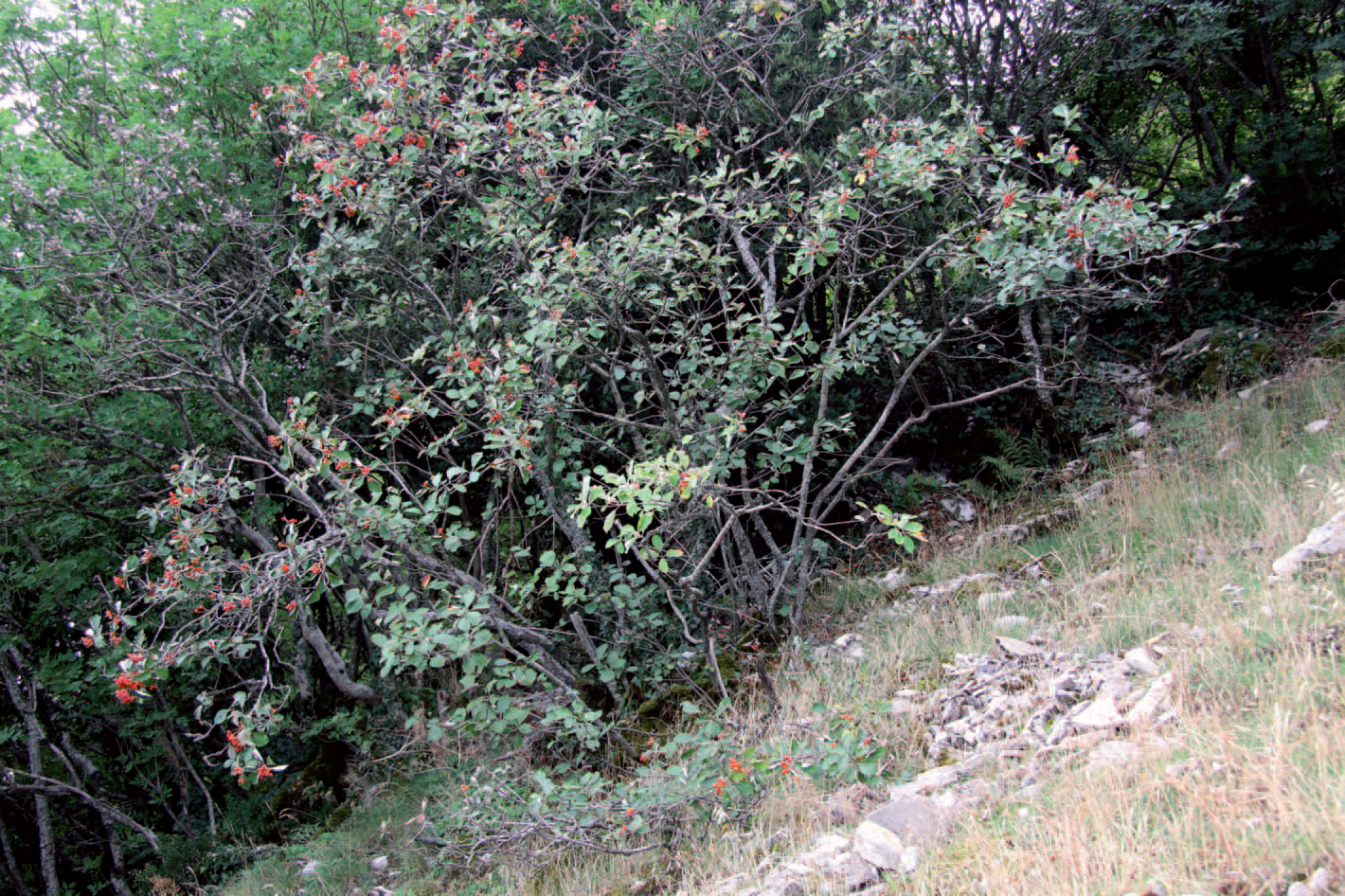
Arbusto

È un piccolo albero o arbusto di 3,5–7 m di altezza.

### Fusto
Tronco eretto e rami espansi a maturità. La corteccia del tronco è liscia, lucida, grigio-brunastra con lenticelle ovali. Gemme ovoidali, tomentose.

### Foglie
Le foglie sono leggermente coriacee, sostanzialmente arrotondate, raramente obovate o ellittiche, con apice acuto o talvolta acuminato, a base cuneata o arrotondata; il margine è doppiamente seghettato con denti lunghi e subacuti; il picciolo è grigio-tomentoso.

### Fiori
I fiori sono raggruppati in infiorescenze a corimbo con 4-8 fiori. I sepali sono triangolari, tomentosi, acuti, decidui e raramente persistenti. I petali sono bianchi, brevi, glabri. Stami 20, stili 2, carpelli 2.

### Frutti
I frutti sono globoso-depressi, di circa 9x12 mm, costoluti, con 10 solchi longitudinali pronunciati e piccole lenticelle, con fitta peluria nella porzione apicale. Polpa con piccoli gruppi di cellule tannifere separate da parenchima sottile.

## Distribuzione e habitat
La specie è presente nel settore centro-occidentale della Sicilia, facente capo al sistema orografico di Rocca Busambra. Finora conosciuto solo dalle pendici nord-orientali di Rocca Busambra (1613 m), la vetta più alta dei Monti Sicani (Sicilia nord-occidentale). La specie è localizzata nel territorio di Godrano, tra i 1150 e 1400 m di altitudine, sul versante tra il Piano della Tramontana e le scogliere orientali di Rocca Busambra, all'interno della Riserva naturale orientata Bosco della Ficuzza, Rocca Busambra, Bosco del Cappelliere e Gorgo del Drago.

## Conservazione
La specie  è molto rara e localizzata. Sono noti soltanto 25 esemplari su una superficie di circa 20 ettari.
La Lista rossa IUCN classifica Aria busambarensis come specie in pericolo critico di estinzione (Critically Endangered).